# Nepenthes pudica
Nepenthes pudica — тропическое плотоядное растение, известное из нескольких местностей в районе Ментаранг-Хулу на Северном Калимантане, Борнео, где оно встречается на высоте 1100—1300 м над уровнем моря. Он примечателен тем, что выращивает ахлорофилловые подземные стебли с функциональными подземными кувшинами, куда растение ловит насекомых. Очень немногие кувшины появляются над землей. Морфологически он наиболее близок к N. hirsuta и N. hispida.
Видовой эпитет pudica на латыни означает «застенчивый» или «скромный» и относится к склонности этого вида скрывать свои кувшины под землёй